# Розчинені двері на піску
«Розчинені двері на піску» (англ. Doorways in the Sand) — фантастичний роман американського письменника Роджера Желязни, вперше опублікований у 1976 році. Желязни присвятив роман письменнику-фантасту Айзеку Азімову.

## Сюжет
Фред Кессіді (Fred Cassidy), вічний студент та любитель залазити на дахи, виявляє, що на нього полюють бандити та федеральні агенти. Він дізнається, що безцінний Зоряний Камінь, подарований землянам прибульцями, зник, і він, схоже, останній, хто його бачив. Він вирішує провести своє розслідування. При цьому йому допомагають друзі і вельми дивні інтергалактичні поліціянти.
Роман починається зі сцени, де Фред опиняється на даху коледжу, у якому він навчається. Потім він зустрічає свого куратора Денніса Вексворта (Dennis Wexworth), який просто горить бажанням, щоб Фред закінчив коледж, чого Фред не бажає. Після зустрічі з Деннісом, Фред направляється до своєї кімнати, де він стикається з Полом Байлером, професором геології, який зробив копії Зоряного Каменя. Він вимагає у Фреда повернути Зоряний Камінь, тому що думає, що той його вкрав. Між ними зав'язується бійка, після якої Фред пояснює, що він не брав Каменя. Пізніше Фред бачить у новинах по телевізору, що на Пола Байлера було скоєно розбійний напад, в результаті якого він був убитий.
Потім Фред вирушає на археологічні розкопки до Австралії, де на нього нападають двоє чоловіків, яких звати Зімайстер (Zeemeister) та Баклер (Buckler). Фреда рятують два прибульці, перевдягнені у вомбата та кенгуру. Їх звати Чарв (Charv) та Рагма (Ragma). Вони пропонують Фреду вирушити до них на планету, щоб вони могли отримати з його мозку інформацію про Зоряний Камінь. Фред категорично проти. Він каже їм, що вони порушують статтю 7224, розділ С. Прибульці здивовані: звідки він знає про неї? — але все ж відпускають його. Після цього Фред вирушає до свого друга Хела (Hal). Разом вони обговорюють цю ситуацію і те, як з цим може бути пов'язаний Зоряний Камінь.
Уві сні з Фредом зв'язується містичний голос, який стверджує що є записом. Він просить його протестувати інверсійну програму машини Ренніуса (Rhennius Machine), дару прибульців людству, а потім напитися. Фред пропускає пенні через машину Ренніуса та помічає, що вона піддалася дзеркальному відображенню. По дорозі в бар, щоб напитися, він зустрічає людину, відому йому як доктор Мерімі (Mérimée), який каже, що Фреда, можливо, переслідують. Після цього Фред напивається і голос знову зв'язується з ним, в цей раз просячи його самому пройти крізь машину. Фред так і робить і помічає, що почав бачити усе у дзеркальному відображенні. Пізніше він виявляє, що деякі його органи також відобразилися. Голос повідомляє йому, що Зоряний Камінь — це розумний та володіючий телепатією комп'ютер Спейкус (SPEICUS), що виглядає як кристал та для функціонування потребує симбіонта. Якимось чином Спейкус проник у кровоносну систему Фреда через поріз, почав активацію та зараз за допомогою цього голосу намагається з ним розмовляти. Проходження через машину Ренніуса перевело комп'ютер у стан повної функціональності, але зміни у організмі Фреда перешкоджають їх комунікації.
Фред зустрічає ще одного прибульця, який виявляється другом Чарва та Рагми. Потім Фред з жахом дізнається, що Денніс Вексворт подбав про те, щоб присвоїти йому ступінь доктора філософських наук у галузі антропології. Фред знову зустрічається з Хелом і дізнається, що дружина Хела була викрадена Зімайстером та Баклером. Прихопивши з собою копію Зоряного Каменя, Фред та Хел вирушають визволяти викрадену, але викрадачі розгадують обман і розв'язується бійка, у якій Фред поранений випадковою кулею. Куля не потрапляє у його серце, тому що воно, як і інші органи Фреда, дзеркально відобразилося. Потім Тед Надлер, Пол Байлер, який всупереч повідомленню у новинах виявляється живим, Чарв, Рагма та рослиноподібний іноземний телепат М'мрм'млрр (M'mrm'mlrr) намагаються перетворити Фреда у зворотну сторону, але на них знову нападають Зімайстер и Баклер. Коли обох схоплюють, Фред раптово розуміє, що їх босс знаходиться на даху. Фред підіймається туди і стикається з містичним інопланетним створінням, якого вбиває у бою. За вказівкою Спейкуса Фред отримує свій диплом з антропології та влаштовуєтся на роботу в ООН у якості міжгалактичного уповноваженого з питань культури. В підсумку обидва опиняються у виграші. Спейкус завершує свій порівняльний аналіз у галузі соціології, адже Фред з його знаннями у антропології та інших науках — ідеальний господар для нього. Для Фреда ж, хоча коледж вже закінчено, лише розпочинається справжнє навчання.

## Стиль твору
Роман написаний трохи незвичною мовою. Роман тримає читача у постійній напрузі, тому що спочатку кожна його глава вводить читача у саму гущу подій, потім автор повертається до закінчення попередньої глави і починає все спочатку. Такий стиль оповіді не характерний для фантастичного роману, і цей факт виділяє книгу серед безлічі подібних. Наприклад, коли у кінці шостої глави Фред Кессіді телепатично спілкується з прибульцем у образі віслюка, глава закінчується тим, що Фред покидає прибульця-віслюка. Сьома ж глава починається не з моменту, коли він розлучається з прибульцем, а з його повернення до коледжу, коли він дізнається, що його останній куратор Денніс Вексворт присвоїв йому такий небажаний науковий ступінь. Після того, як він залишає офіс Денніса, автор знову повертає нас до сцени з прибульцем, готуючи тим самим до майбутньої зустрічі з куратором. У своїх творах Желязни часто експериментував з різними стилями, що надавало їм успіх у публіки.

## Нагороди та номінації
- Номінація на премію «Неб'юла» у 1975 році (як найкращий роман).
- Номінація на премію «Г'юго» у 1976 році (як найкращий роман).